# Mérilheu
Mérilheu (in occitano Merlhèu) è un comune francese di 249 abitanti, situato nel dipartimento degli Alti Pirenei, nella regione dell'Occitania.

## Geografia fisica
L'Arrêt, un piccolo ruscello, affluente del torrente Arros, che a sua volta confluisce nel fiume Adour, ha la sua sorgente nel territorio del piccolo comune.

## Società

### Evoluzione demografica
Abitanti censiti